# Force multinationale en Centrafrique
 (mars 2024).
Si vous disposez d'ouvrages ou d'articles de référence ou si vous connaissez des sites web de qualité traitant du thème abordé ici, merci de compléter l'article en donnant les références utiles à sa vérifiabilité et en les liant à la section « Notes et références ».
La Force multinationale en Centrafrique (FOMUC) a été mise en place en décembre 2002 par la Communauté économique et monétaire de l'Afrique centrale (CEMAC) pour lutter contre l'instabilité chronique en Centrafrique.

## Histoire
Compte tenu de l'instabilité politique chronique en Centrafrique, la CEMAC décide le 2 octobre 2002 de mettre en place, pour décembre 2002, la Force Multinationale en Centrafrique (FOMUC). La FOMUC, dont la création était avant tout une initiative du Gabon, avait pour mandat initial d'assurer la sécurité du président Ange-Félix Patassé, de restructurer les forces armées et de surveiller le travail des patrouilles mixtes le long de la frontière avec le Tchad.
La FOMUC ne tentera pas de s'opposer à la prise de pouvoir par la force du général François Bozizé le 15 mars 2003. À partir de 2004, après la prise de pouvoir de François Bozizé, il soutient l'organisation du processus électoral qui débouchera sur la tenue de plusieurs scrutins en 2005.
Au cours de l’été 2008, pour des raisons de cohérence légale, la CEMAC transfère les responsabilités de la FOMUC à la CEEAC et prend alors le nom de Force multinationale de l'Afrique centrale (FOMAC), déployée en Centrafrique dans le cadre de la Mission de consolidation de la paix en Centrafrique (MICOPAX).

## Effectifs
Au plus fort de sa présence, la mission militaire atteint 380 soldats du Gabon, de la République du Congo, du Tchad et du Cameroun.
Par sa position à la tête du comité ad hoc qui a mis sur pied la mission, le président gabonais a été en mesure d'obtenir que les deux commandants à la tête de la FOMUC au cours de ses six années de déploiement soient Gabonais.